# سیارک ۳۱۰۵
سیارک ۳۱۰۵ (به انگلیسی: 3105 Stumpff، نامگذاری:A907PB) سه هزار و صد و پنجمین سیارک کشف شده‌است که در ۸ اوت ۱۹۰۷ و در هایدلبرگ کشف شد.
قدر مطلق سیارک برابر ۱۳٫۱۰ است.